# Argileto
L'Argileto (Argiletum in latino) era un'antica strada di Roma, che percorreva il quartiere popolare della Suburra fino al Foro romano, corrispondente alle attuali via Leonina e via della Madonna dei Monti.
Dal lato orientale, verso l’Esquilino, si biforcava nel vicus Patricius (attuale via Urbana), che proseguiva verso la porta Viminale, e nel clivus Suburanus (attuale via in Selci), che saliva alla porta Esquilina. Dal lato occidentale, verso il Foro, terminava tra la Basilica Emilia e la Curia, ma in età imperiale il primo tratto di strada fu sostituito dal Foro di Nerva, il quale mantenne la funzione di passaggio e assunse per questo anche il nome di Foro Transitorio.
L'Argileto era una famosa strada dei librai e si trova citato da molti autori antichi, come per esempio Orazio, Marziale e Seneca, che hanno tramandato anche i nomi dei loro fornitori di fiducia.
Il nome potrebbe derivare dall'argilla proveniente dalla confluenza delle acque che scendevano dai colli circostanti, convogliati poi nella Cloaca Massima. Tuttavia, Varrone sostiene che l'etimologia del termine sia associata al mito di Evandro e Argo.

## Storia
L'Argileto attraversava in origine il Comizio e la Basilica Emilia, e fu pertanto interessata dai lavori di realizzazione dei Fori Imperiali fin dai tempi di Giulio Cesare. Per questo motivo, la strada subì ripetute modifiche del suo percorso.
Secondo Tito Livio, il Tempio di Giano si trovava ad infimum Argiletum (Liv. 1.19.1). Un altro degli elementi salienti rinvenuti nell'area era un tetrapilo ubicato alla convergenza tra il Foro Romano, l'Argileto e il Foro di Cesare; si suppone che un secondo arco oppure un tempio sia stato realizzato in un altro punto dell'Argileto, probabilmente vicino al Tempio di Giano.
Nell'Argileto confluivano le strade che si trovavano nell'Alta Semita e nelle domus sui colli Oppio e Celio, facendone un nodo di primaria importanza dello spazio pubblico soprattutto in epoca flavia.
Alla fine del I secolo, l'Argileto era diventata una zona degradata, caratterizzata da taverne e bordelli. Questa reputazione potrebbe tuttavia non rispecchiare l'effettivo status dei residenti, dal momento che la popolazione era costituita da una mescolanza di classi sociali diverse che convivevano fianco a fianco.

## Mito
Il mito vuole che all'Argileto fosse eretta la tomba di un certo Argo. Evandro, figlio del dio Mercurio e della ninfa Carmenta, era venuto a stabilirsi in Italia con un gruppo di Arcadi provenienti dalla città di Argo. Venne però alla sua corte un tale Argo, il quale tramava di togliere la vita a Evandro e di impadronirsi del suo regno. I seguaci di Evandro se ne avvidero e, senza che il loro signore lo sapesse, uccisero Argo. Evandro però, per il rispetto dovuto agli inviolabili diritti dell'ospitalità, onorò Argo con grandiosi funerali e gli eresse una tomba in un luogo che fu poi detto Argileto, ossia "morte d'Argo".